# Вудсток (селище, Вермонт)
Вудсток (англ. Woodstock) — селище (англ. village) в США, в окрузі Віндзор штату Вермонт. Населення — 900 осіб (2010).

## Географія
Вудсток розташований за координатами 43°37′24″ пн. ш. 72°30′47″ зх. д. / 43.62333° пн. ш. 72.51306° зх. д. (43.623440, -72.513003).  За даними Бюро перепису населення США в 2010 році селище мало площу 2,67 км², з яких 2,58 км² — суходіл та 0,09 км² — водойми.

## Демографія
Згідно з переписом 2010 року, у селищі мешкало 900 осіб у 441 домогосподарстві у складі 223 родин. Густота населення становила 337 осіб/км².  Було 591 помешкання (221/км²).
Расовий склад населення:
| - 98,3 % — білих - 0,4 % — чорних або афроамериканців - 0,4 % — азіатів - 0,3 % — корінних американців |

До двох чи більше рас належало 0,3 %. Частка іспаномовних становила 1,0 % від усіх жителів.
За віковим діапазоном населення розподілялося таким чином: 17,0 % — особи молодші 18 років, 50,3 % — особи у віці 18—64 років, 32,7 % — особи у віці 65 років та старші. Медіана віку мешканця становила 53,6 року. На 100 осіб жіночої статі у селищі припадало 82,9 чоловіків;  на 100 жінок у віці від 18 років та старших — 79,1 чоловіків також старших 18 років.
Середній дохід на одне домашнє господарство  становив 88 513 долари США (медіана — 61 339), а середній дохід на одну сім'ю — 120 523 долари (медіана — 90 662). Медіана доходів становила 37 292 долари для чоловіків та 43 938 доларів для жінок. За межею бідності перебувало 8,3 % осіб, у тому числі 21,4 % дітей у віці до 18 років та 7,0 % осіб у віці 65 років та старших.
Цивільне працевлаштоване населення становило 490 осіб. Основні галузі зайнятості: освіта, охорона здоров'я та соціальна допомога — 31,8 %, мистецтво, розваги та відпочинок — 24,3 %, науковці, спеціалісти, менеджери — 15,9 %.